# Championnat d'Italie de football 1979-1980
Navigation
Édition précédente Édition suivante
| \| Inter Juventus Torino Ascoli Fiorentina AS Rome Bologne Cagliari Pérouse Naples Avellino Catanzaro Udinese Pescara AC Milan Lazio \| Localisation des clubs engagés dans le championnat. |
| Inter Juventus Torino Ascoli Fiorentina AS Rome Bologne Cagliari Pérouse Naples Avellino Catanzaro Udinese Pescara AC Milan Lazio                                                           |

Le Championnat d'Italie de football de Série A 1979-1980 est la 78e édition du championnat d'Italie de football, qui réunit 16 équipes. 
Le championnat est remporté pour la 12e fois de son histoire par l'Inter Milan.

## Classement
Le partage des points est fait sur le barème suivant : deux points pour une victoire, un point pour un match nul et aucun point pour une défaite.
| Rang | Équipe            | Pts | J  | G  | N  | P  | Bp | Bc | Diff |
| ---- | ----------------- | --- | -- | -- | -- | -- | -- | -- | ---- |
| 1    | Inter Milan       | 41  | 30 | 14 | 13 | 3  | 44 | 25 | +19  |
| 2    | Juventus FC       | 38  | 30 | 16 | 6  | 8  | 42 | 25 | +17  |
| 3    | Torino Calcio     | 35  | 30 | 11 | 13 | 6  | 26 | 15 | +11  |
| 4    | Ascoli Calcio     | 34  | 30 | 11 | 12 | 7  | 35 | 28 | +7   |
| 5    | AC Fiorentina     | 33  | 30 | 11 | 11 | 8  | 33 | 27 | +6   |
| 6    | AS Rome C         | 32  | 30 | 10 | 12 | 8  | 34 | 35 | -1   |
| 7    | Bologne FC 1909   | 30  | 30 | 8  | 14 | 8  | 23 | 24 | -1   |
| 8    | Cagliari Calcio P | 30  | 30 | 8  | 14 | 8  | 27 | 29 | -2   |
| 9    | Pérouse Calcio    | 30  | 30 | 9  | 12 | 9  | 27 | 32 | -5   |
| 10   | SSC Naples        | 28  | 30 | 7  | 14 | 9  | 20 | 20 | 0    |
| 11   | US Avellino       | 27  | 30 | 7  | 13 | 10 | 24 | 32 | -8   |
| 12   | US Catanzaro      | 24  | 30 | 5  | 14 | 11 | 20 | 34 | -14  |
| 13   | Udinese Calcio P  | 21  | 30 | 3  | 15 | 12 | 24 | 38 | -14  |
| 14   | Pescara Calcio P  | 16  | 30 | 4  | 8  | 18 | 18 | 44 | -26  |
| 15   | AC Milan T        | 36  | 30 | 14 | 8  | 8  | 34 | 19 | +15  |
| 16   | SS Lazio          | 25  | 30 | 5  | 15 | 10 | 21 | 25 | -4   |

- Le Milan AC et la SS Lazio sont déclassés et rétrogradés en Serie B à la suite de l'affaire du Totonero.

## Meilleurs buteurs
|   | Buteur               | Club           | Nb de Buts |
| - | -------------------- | -------------- | ---------- |
| 1 | Roberto Bettega      | Juventus FC    | 16         |
| 2 | Alessandro Altobelli | Inter Milan    | 15         |
| 3 | Paolo Rossi          | Pérouse Calcio | 13         |

## Bilan de la saison
| Championnat d'Italie de football 1979-1980    |                         |
| Champion                                      | Inter Milan (12e titre) |
| Dauphin                                       | AS Rome                 |
| Coupes et trophées                            |                         |
| Vainqueur de la Coupe d'Italie 1979-1980      | AS Rome                 |
| Qualifications continentales                  |                         |
| Coupe des clubs champions européens 1980-1981 | Inter Milan             |
| Coupe des coupes 1980-1981                    | AS Rome                 |
| Coupe UEFA 1980-1981                          | Juventus FC             |
| Coupe UEFA 1980-1981                          | Torino Calcio           |
| Promotions et relégations                     |                         |
| Promus en Serie A                             | Calcio Côme             |
| Promus en Serie A                             | AC Pistoiese            |
| Promus en Serie A                             | Brescia Calcio          |
| Relégués en Serie B                           | Pescara Calcio          |
| Relégués en Serie B                           | AC Milan                |
| Relégués en Serie B                           | SS Lazio                |